# Светлогорское сельское поселение (Челябинская область)
Светлогорское се́льское поселе́ние — муниципальное образование в Агаповском районе Челябинской области Российской Федерации. В рамках административно-территориального устройства муниципальное образование  соответствует административно-территориальной единице Светлогорский сельсовет.
Административный центр — посёлок Светлогорск.

## История
Статус и границы сельского поселения установлены законом Челябинской области от 26 августа 2004 года № 259-ЗО «О статусе и границах Агаповского муниципального района и сельских поселений в его составе».

## Население
| 1995  | 2002  | 2010  | 2011  | 2012  | 2013  | 2014  |
| ----- | ----- | ----- | ----- | ----- | ----- | ----- |
| 3141  | ↘2826 | ↘2702 | ↗2705 | ↘2653 | ↘2592 | ↘2565 |
| 2015  | 2016  | 2017  | 2018  | 2019  | 2020  | 2021  |
| ↘2496 | ↘2473 | ↘2429 | ↘2421 | ↘2377 | ↘2320 | ↘2071 |
| 2023  |       |       |       |       |       |       |
| ↘1996 |       |       |       |       |       |       |

## Состав сельского поселения
| № | Населённый пункт | Тип населённого пункта          | Население |
| - | ---------------- | ------------------------------- | --------- |
| 1 | Базарский        | посёлок                         | ↘236      |
| 2 | Воздвиженка      | посёлок                         | ↗268      |
| 3 | Горный           | посёлок                         | ↗221      |
| 4 | Зингейка         | посёлок                         | ↗393      |
| 5 | Светлогорск      | посёлок, административный центр | ↘915      |
| 6 | Ташказган        | посёлок                         | ↗293      |
| 7 | Урпек            | посёлок                         | ↘1        |
| 8 | Утарка           | посёлок                         | ↘138      |
| 9 | Черноотрог       | посёлок                         | ↘237      |